# Skitsoy
Skitsoy was een Belgisch/Nederlandse band met Franky De Smet-Van Damme (ook actief bij Channel Zero).

## Geschiedenis
Skitsoy is ontstaan in 2001, een lange tijd nadat Franky wegging bij Channel Zero.
Vanaf maart 2002 is de band begonnen met optredens, overal in België. In 2005 brachten ze hun eerste en enige album Come 2 Belgium uit, het werd opgenomen in de Bauwhaus Studio's in Amsterdam.
In 2007 hield de groep op te bestaan.

## Bandleden
- Franky De Smet-Van Damme (zang)
- Jack Pisters (gitaar, sitar)
- Jef Aerden (drums)
- Peter Fizgal (gitaar)
- Yannick Uyttenhove (basgitaar)

## Discografie
- Come 2 Belgium (2005, album)
- Brain***king (2005, single)